# Мали облак љубави
Мали облак љубави је четрнаести албум босанског певача Жељка Бебека. Албум садржи 12 песама од којих су хитови Купит' ћу нам сат, Дунавом, Учини ме сретним, Какав отац, такав син, Кћери моја и 100 сам дана пио. Изашао је јуна 2021. године у издању Кроација рекордс-а.

## Позадина
Након изласка албума Оно нешто наше, Бебек наступа на фестивалу CMC festival у Водицама из године у годину (2019—2022). У међувремену, преминуо је Оливер Драгојевић чију је Бебек песму Ако волиш ову жену, која се нашла на претходном албуму, са њим певао у дуету.
Такође, Бебек је одржао успешне концерте у Загребу (Цибона) и Сплиту. Снимци са ових концерата су изашли на ЦД и Blu-ray у издању Кроцаија рекордс-а.

## О албуму
Албум је сниман у периоду 2019-2021. Ово је први албум на ком Бебек сарађује са сином Звонимиром, први албум на ком Бебек сарађује са старим колегом Зринком Тутићем након 20 година и први албум на плочи после скоро 30 година.
На албуму су такође сарађивали Ненад Нинчевић, Марио и Бранимир Михаљевић, Fayo, Дарија Ходник итд.
Албум је праћен спотовима за Кћери моја, Купит' ћу нам сат, Дунавом, Учини ме сретним, Какав отац, такав син и 100 сам дана пио.

## Списак песама
| №   | Назив                  | Трајање |  |
| 1.  | Купит' ћу нам сат      | 3:11    |  |
| 2.  | Кћери моја             | 4:12    |  |
| 3.  | Учини ме сретним       | 4:04    |  |
| 4.  | 80 дaна                | 4:13    |  |
| 5.  | Дунавом                | 3:39    |  |
| 6.  | Какав отац, такав син  | 3:36    |  |
| 7.  | Мали облак љубави      | 3:18    |  |
| 8.  | Кад ми сузе помуте вид | 3:26    |  |
| 9.  | Мени најљепша          | 4:15    |  |
| 10. | Остани                 | 3:26    |  |
| 11. | 100 сам дана пио       | 3:48    |  |
| 12. | Све си моје            | 4:39    |  |

## Топ листе

### Недељна листа
| Листа     | Највиша позиција |
| --------- | ---------------- |
| ХР топ 40 | 1                |

### Месечна листа
| Листа | Највиша позиција |
| ----- | ---------------- |
| ХДУ   | 7                |

### Полугодишња листа
| Листа | Највиша позиција |
| ----- | ---------------- |
| ХДУ   | 17               |